# Larger than Life (bài hát)
"Larger than Life" là một bài hát của ban nhạc nam nước Mỹ Backstreet Boys nằm trong album phòng thu thứ ba của họ, Millennium (1999). Nó được phát hành như là đĩa đơn thứ hai trích từ album vào ngày 3 tháng 9 năm 1999 bởi Jive Records. Bài hát được viết lời bởi thành viên của nhóm Brian Littrell với sự tham gia hỗ trợ viết lời từ Max Martin và Kristian Lundin, những cộng tác viên quen thuộc trong sự nghiệp của họ, đồng thời chịu trách nhiệm sản xuất nó với Rami. Đây là một bản dance-pop kết hợp với những yếu tố từ pop rock mang nội dung như là một lời tri ân của Backstreet Boys đến những người hâm mộ đã đồng hành và ủng hộ nhóm kể từ khi thành lập.
Sau khi phát hành, "Larger than Life" nhận được những phản ứng tích cực từ các nhà phê bình âm nhạc, trong đó họ đánh giá cao giai điệu bắt tai của nó và gọi đây là một điểm nhấn nổi bật từ album, cũng như lọt vào danh sách 500 Bài hát xuất sắc nhất kể từ khi bạn sinh ra của tạp chí Blender. Bài hát cũng gặt hái những thành công vượt trội về mặt thương mại, vươn đến top 5 ở nhiều quốc gia như Úc, Canada, Phần Lan, Đức, Na Uy, Thụy Điển và Vương quốc Anh, và lọt vào top 10 ở hầu hết những thị trường khác, bao gồm Bỉ, Ireland, Ý, Hà Lan, Tây Ban Nha và Thụy Sĩ. Tuy nhiên, nó chỉ gặt hái những thành công tương đối ở Hoa Kỳ, nơi bài hát đạt vị trí thứ 25 trên bảng xếp hạng Billboard Hot 100.
Video ca nhạc cho "Larger than Life" được đạo diễn bởi Joseph Kahn, người đã hợp tác với nhóm trong video ca nhạc của đĩa đơn năm 1997 "Everybody (Backstreet's Back)", và là một trong những video ca nhạc tốn kém nhất mọi thời đại với kinh phí thực hiện được ước tính hơn 2.1 triệu đô-la. Video với những hình ảnh liên quan đến vũ trụ không gian và chịu ảnh hưởng từ  nhiều bộ phim viễn tưởng như Star Wars và Blade Runner đã ngay lập tức nhận được nhiều lượt yêu cầu phát sóng trên những kênh truyền hình âm nhạc như VH1 và chương trình Total Request Live của MTV. Để quảng bá bài hát, Backstreet Boys đã trình diễn "Larger than Life" trên nhiều chương trình truyền hình và lễ trao giải lớn, như Wetten, dass..?, Giải Video âm nhạc của MTV năm 1999 và trong tất cả những chuyến lưu diễn trong sự nghiệp của họ. Ngoài ra, nó cũng xuất hiện trong nhiều album tổng hợp của nhóm kể từ khi phát hành, bao gồm The Hits - Chapter One (2001), Playlist: The Very Best of Backstreet Boys (2010), NKOTBSB (2011) và The Essential Backstreet Boys (2013).

## Danh sách bài hát
Đĩa CD tại châu Âu
1. Larger than Life (The Video Mix) - 3:56
2. Larger than Life (The Video Mix - không lời) - 3:56
3. If You Knew What I Knew - 4:13

Đĩa CD tại châu Âu
1. Larger than Life (The Video Mix) - 3:56
2. Larger than Life (Eclipse New Life Mix) - 8:42
3. If You Knew What I Knew - 4:12

## Xếp hạng
| Bảng xếp hạng (1999)                 | Vị trí cao nhất |
| ------------------------------------ | --------------- |
| Úc (ARIA)                            | 3               |
| Áo (Ö3 Austria Top 40)               | 15              |
| Bỉ (Ultratop 50 Flanders)            | 12              |
| Bỉ (Ultratop 50 Wallonia)            | 12              |
| Canada (RPM)                         | 5               |
| Canada Adult Contemporary (RPM)      | 7               |
| Châu Âu (European Hot 100 Singles)   | 5               |
| Phần Lan (Suomen virallinen lista)   | 2               |
| Pháp (SNEP)                          | 58              |
| Đức (Official German Charts)         | 3               |
| Ireland (IRMA)                       | 9               |
| Ý (FIMI)                             | 6               |
| Hà Lan (Dutch Top 40)                | 5               |
| Hà Lan (Single Top 100)              | 6               |
| New Zealand (Recorded Music NZ)      | 11              |
| Na Uy (VG-lista)                     | 5               |
| Scotland (OCC)                       | 8               |
| Tây Ban Nha (PROMUSICAE)             | 6               |
| Thụy Điển (Sverigetopplistan)        | 4               |
| Thụy Sĩ (Schweizer Hitparade)        | 10              |
| Anh Quốc (OCC)                       | 5               |
| Hoa Kỳ Billboard Hot 100             | 25              |
| Hoa Kỳ Adult Pop Airplay (Billboard) | 35              |
| Hoa Kỳ Pop Airplay (Billboard)       | 6               |
| Hoa Kỳ Rhythmic (Billboard)          | 17              |

| Bảng xếp hạng (1999)                 | Vị trí |
| ------------------------------------ | ------ |
| Australia (ARIA)                     | 26     |
| Belgium (Ultratop Wallonia)          | 91     |
| Canada (RPM)                         | 39     |
| Canada Adult Contemporary (RPM)      | 68     |
| Europe (European Hot 100 Singles)    | 49     |
| Finland (Suomen virallinen lista)    | 73     |
| Germany (Official German Charts)     | 57     |
| Italy (FIMI)                         | 62     |
| Netherlands (Dutch Top 40)           | 81     |
| New Zealand (Recorded Music NZ)      | 23     |
| Norway Autumn Period (VG-lista)      | 10     |
| Sweden (Sverigetopplistan)           | 48     |
| UK Singles (Official Charts Company) | 116    |

## Chứng nhận
| Quốc gia | Chứng nhận  | Số đơn vị/doanh số chứng nhận |
| --- | ----------- | ----------------------------- |
| Úc (ARIA) | 2× Bạch kim | 140.000‡                      |
| Canada (Music Canada) | Bạch kim    | 80.000‡                       |
| New Zealand (RMNZ) | Vàng        | 5.000*                        |
| Thụy Điển (GLF) | Vàng        | 15.000^                       |
| Anh Quốc (BPI) | Bạc         | 200.000‡                      |
| * Chứng nhận dựa theo doanh số tiêu thụ. ^ Chứng nhận dựa theo doanh số nhập hàng. ‡ Chứng nhận dựa theo doanh số tiêu thụ và phát trực tuyến. |             |                               |